# Histogram
Et histogram er en måde grafisk at vise et datasæt på, som illustrerer hyppigheden, værdier i datasættet forekommer med. Det bruges til at få overblik over hvordan data fordeler sig, og for eksempel vurdere hvilken sandsynlighedsfordeling en stokastisk variabel kommer fra.
Datasættet deles ind i en række intervaller, hvor antallet af værdier, som falder inden for disse, tælles. Over hvert interval laves en søjle, som hvis højde udregnes, således at arealet af søjlen er proportionalt med antallet af værdier i det pågældende interval. Hvis der er værdier, som falder uden for intervallerne, kan disse værdier tælles med i det interval de er tættest på eller udelades. Hvis alle intervaller er lige bredde, vil antallet af observationer i et interval være proportionalt med søjlens højde. I så fald vil antal (hyppighed) eller andel (frekvens) kunne angives som inddeling op ad 2.-aksen.